# David Arthur Brodie
David Arthur Brodie ( 1868 - 1960 ) fue un agrónomo y botánico estadounidense, de origen canadiense.

## Algunas publicaciones
- 1911. Emergency forage crops. Nº 36 de Circular. Ed. USDA. 4 pp.

### Libros
- david arthur Brodie, chalmer kirk McClelland. 1907. Diversified farming under the plantation system. Nº 299 de Farmers' bulletin. Ed. USDA. 14 pp.

- william jasper Spillman, matt a. Crosby, david arthur Brodie, clyde william Warburton. 1906. Diversified farming in the cotton belt. 26 pp.

- 1906. The goat industry in Western Washington, Volúmenes 70-97, Nº 78 de Bulletin. 23 pp.

- 1901. Potato blight and its treatment. Nº 46 de Bulletin Agricultural College. 15 pp.

- 1901. The variegated cutworm. Nº 47 de Bulletin (Agricultural College. 16 pp.

## Honores

### Epónimos
- (Poaceae) Panicum brodiei H.St.John[1]
- (Poaceae) Panicum brodiei H.St.John in H.St.John[2]
- (Poaceae) Sitanion brodiei Piper[3]

- La abreviatura «P.B.Brodie» se emplea para indicar a David Arthur Brodie como autoridad en la descripción y clasificación científica de los vegetales.[4]